# Bactericera melanoparia
Bactericera melanoparia är en insektsart som först beskrevs av Loginova 1964.  Bactericera melanoparia ingår i släktet Bactericera och familjen spetsbladloppor. Inga underarter finns listade i Catalogue of Life.